# Basilika Mariä Himmelfahrt (Lancaster)

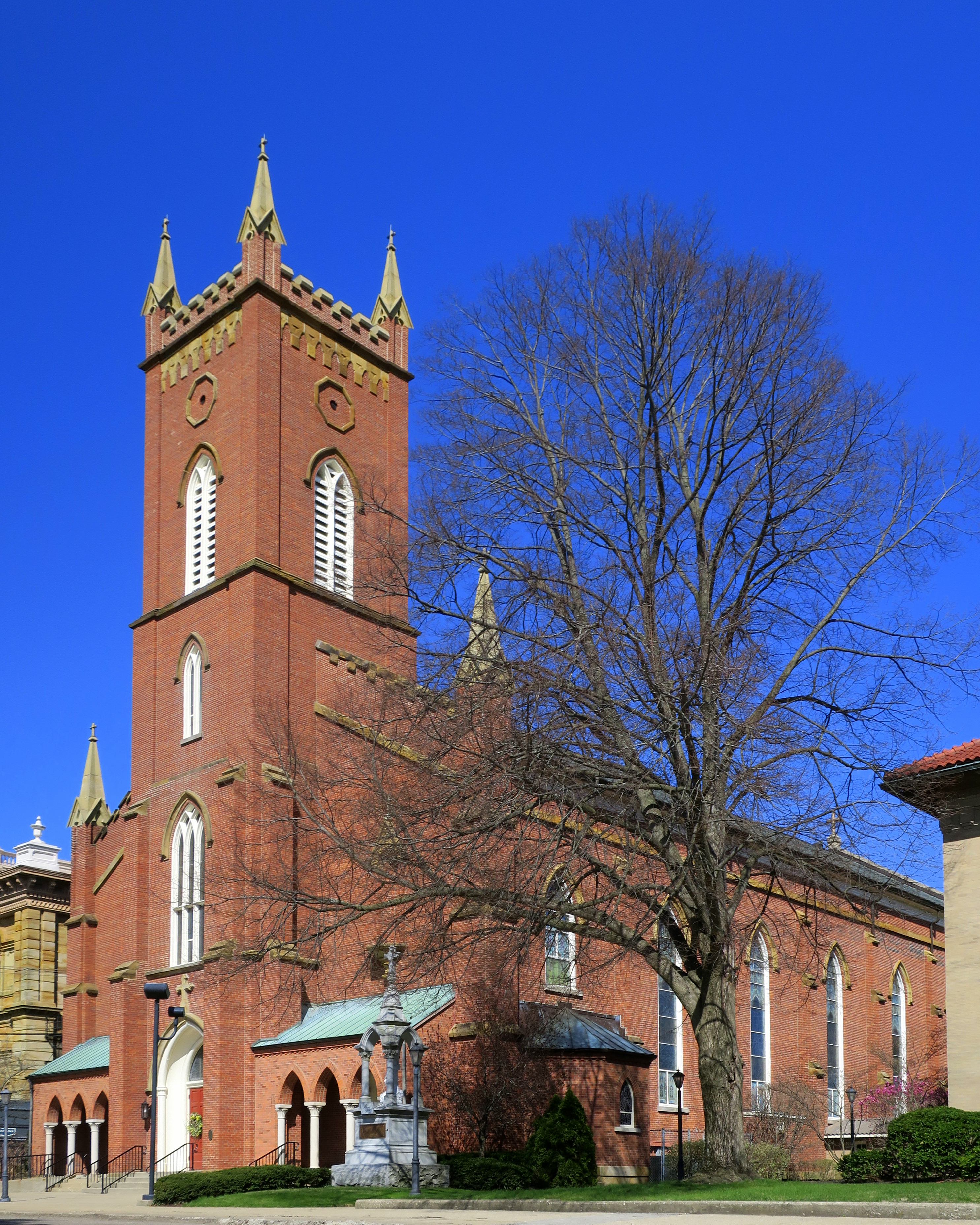
St. James

Die Basilika Mariä Himmelfahrt (englisch Basilica St. Mary of the Assumption) ist eine römisch-katholische Kirche in Lancaster im US-amerikanischen Bundesstaat Ohio. Die Pfarrkirche des  Bistums Columbus trägt den Titel einer Basilica minor. Das neogotische Kirchengebäude von 1864 ist Teil des Lancaster Historic Districts im Verzeichnis des National Register of Historic Places.

## Geschichte

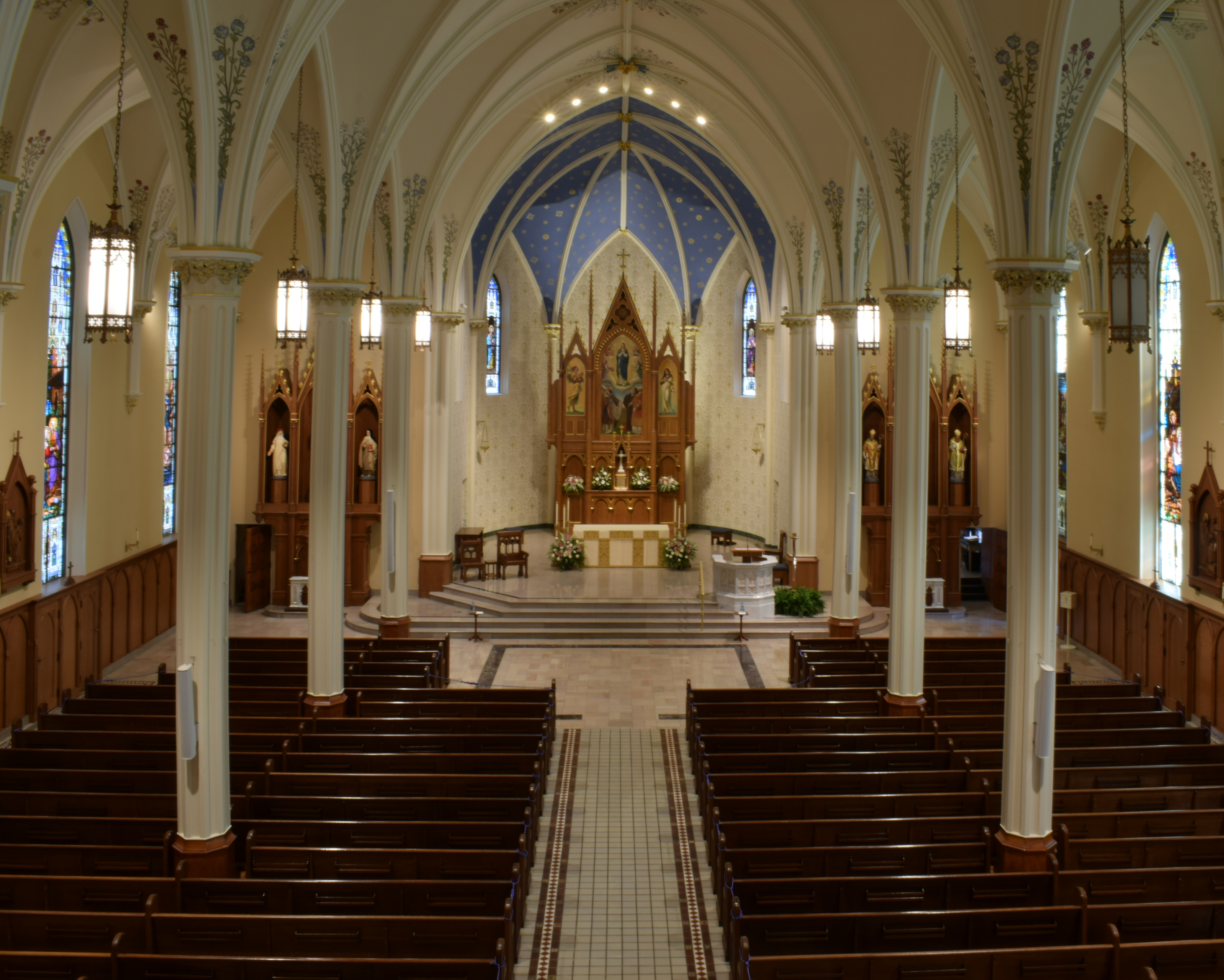
Innenraum

Die Geschichte der Pfarrei beginnt mit der ersten Messe in Lancaster, gefeiert 1817 durch Edward Dominic Fenwick O.P., den späteren Erzbischof von Cincinnati in einem Privathaus. Dessen Neffe betreute zunächst von St. Joseph in Somerset mit anderen Dominikanern die Gläubigen, bevor etwa Anfang 1819 die Pfarrei mit einer Fachwerkkirche entstand und 1821 zum neuen Erzbistum Cincinnati kam. Der langjährige Pfarrer Joshua Maria Young errichtete 1840 eine größere Kirche, bevor er zum Bischof von Erie ernannt wurde.
1859 wurde dann für die weiterwachsende Gemeinde durch Erzbischof John Baptist Purcell der Grundstein der heutigen Kirche gelegt. Der Bau dieser dreischiffigen Hallenkirche im neugotischen Stil wurde jedoch durch den Ausbruch des amerikanischen Bürgerkriegs stark behindert und konnte nur durch die Unterstützung wohlhabende Gemeindemitglieder 5. Juni 1864 fertiggestellt werden. Die Pfarrei wurde 1868 Teil des neu gegründeten Bistums Columbus wurde. Zum 100. Jahrestag der Gründung der Gemeinde wurde die Ausstattung um eine Orgel, eine Kanzel, Kirchenbänke und Buntglasfenster ergänzt. In den 1950er Jahren erhielt die Kirche den neuen Hauptaltar mit dem Mariä-Himmelfahrt-Bild. Die Orgel wurde 1989 durch ein Werk 2714 der Austin Organ Company mit 2093 Pfeifen in 34 Registern ersetzt. Die Kirche erhielt 2022 durch Papst Franziskus den Rang einer Basilica minor.